# アイルランド人名事典
『アイルランド人名事典』（英語: Dictionary of Irish Biography、略称DIB）は、ケンブリッジ大学出版局とロイヤル・アイリッシュ・アカデミーにより出版された人名辞典。著名なアイルランド人およびアイルランド生まれではないがアイルランド（アイルランド共和国と北アイルランドの両方を含む）に特筆すべきキャリアがある人物を収録している。2021年3月にオンライン版がオープンアクセスになった。

## 概要
『アイルランド人名事典』の計画は1980年代初に提唱され、1984年よりリンド・ラニー（Linde Lunney）が収録人物の情報を収集しはじめた後、1985年5月にロイヤル・アイリッシュ・アカデミーが正式に編集委員会を発足させて15年間の研究プログラムとした。1992年にジェームズ・マグワイア（James McGuire）がプロジェクトマネージャーに、1995年にジェームズ・クィン（James Quinn）が編集補佐に任命された。1997年にはアイルランド国からの助成金が得られ、2009年にケンブリッジ大学出版局で約9,000記事を含む9巻が出版された。同年にオンライン版が公開された。『オックスフォード英国人名事典』とは多数の専門家が寄稿した点で同じだったが、寄稿者に原稿料を支払えなかった点で異なる。
オンライン版は2009年当時有料購読が必要だったが、アイルランド外務省とダブリン市図書館の助成金を得て2021年3月にリニューアルされオープンアクセスになった。オンライン版では新しい記事が定期的に追加され、2023年時点で約11,000の記事が閲覧できる。記事の文字数は200から15,000字である。
収録される人物は死去から5年以上経過し、アイルランド島で生まれたか同地に特筆すべきキャリアがある人物に限られる。

## 書誌情報
- 9巻版：McGuire, James; Quinn, James, eds. (November 2009). Dictionary of Irish Biography: From the Earliest Times to the Year 2002 (英語). Cambridge University Press. ISBN 9780521633314。
- 第10、11巻：McGuire, James; Quinn, James, eds. (September 2018). Dictionary of Irish Biography: Supplement 2003–2010 (英語). Cambridge University Press. ISBN 9781108587907。
- 11巻版：McGuire, James; Quinn, James, eds. (September 2018). Dictionary of Irish Biography: From the Earliest Times to the Year 2010 (英語). Cambridge University Press. ISBN 9781108378499。